# Метиох (сын Мильтиада)
Метиох (VI—V века до н. э.) — древнегреческий политический деятель, сын Мильтиада Младшего, тирана Херсонеса Фракийского из аттического аристократического рода Филаидов. Родился в первом браке Мильтиада с неизвестной, предшествовавшем браку с Гегесипилой, дочерью Олора (таким образом, Кимон приходился ему единокровным братом). В 493 году до н. э., когда персы заняли Херсонес, Мильтиад с семьёй бежал на Имброс. Метиох, командовавший одним из пяти кораблей в составе отцовской эскадры, был настигнут врагом и взят в плен. Его привезли в Сузы, к царю Дарию I, и тот милостиво обошёлся с пленником — по словам Геродота, «пожаловал ему дом, поместье и персиянку в жёны». В этом браке у Метиоха родились дети, которые считались персами.
В историографии существует предположение о том, что персы сделали Метиоха заложником, чтобы таким образом влиять на его отца. В этом случае они своей цели не достигли: после потери сына Мильтиад продолжал вести независимую политику.